# 진주시의 마천루 목록
대한민국 경상남도 진주시의 마천루 목록이다. 대한민국의 「초고층 및 지하연계 복합건축물 재난관리에 관한 특별법」에 따르면 '초고층 건축물' 이란 층수가 50층 이상 또는 높이가 200m 이상인 건축물을 말한다.

## 마천루 순위
본 목록은 완공되었거나, 상량식을 끝낸 마천루이다.
| 순위 | 이름                                | 사진 | 위치   | 높이 | 층수 | 완공 연도 | 비고                                 |
| ---- | ----------------------------------- | ---- | ------ | ---- | ---- | --------- | ------------------------------------ |
| 1=   | SKY시티 프라디움 103동              |      | 가좌동 | 116m | 39층 | 2019년    | 현재, 진주시에서 가장 높은 마천루다. |
| 1=   | SKY시티 프라디움 104동              |      | 가좌동 | 116m | 39층 | 2019년    | 현재, 진주시에서 가장 높은 마천루다. |
| 1=   | SKY시티 프라디움 105동              |      | 가좌동 | 116m | 39층 | 2019년    | 현재 진주시에서 가장 높은 마천루다.  |
| 1=   | SKY시티 프라디움 106동              |      | 가좌동 | 116m | 39층 | 2019년    | 현재 진주시에서 가장 높은 마천루다.  |
| 1=   | SKY시티 프라디움 107동              |      | 가좌동 | 116m | 39층 | 2019년    | 현재 진주시에서 가장 높은 마천루다.  |
| 6=   | 신진주역세권 시티프라디움 2차 201동 |      | 가좌동 | 115m | 39층 | 2020년    | [ 6 ]                                |
| 7=   | 신진주역세권 시티프라디움 2차 202동 |      | 가좌동 | 114m | 39층 | 2020년    | [ 7 ]                                |
| 7=   | 신진주역세권 시티프라디움 2차 203동 |      | 가좌동 | 114m | 39층 | 2020년    | [ 8 ]                                |
| 9=   | 포레나 신진주 101동                 |      | 가좌동 | 113m | 38층 | 2019년    | [ 9 ]                                |
| 9=   | 포레나 신진주 103동                 |      | 가좌동 | 113m | 38층 | 2019년    | [ 10 ]                               |
| 11   | 스카이 시티프라디움 101동           |      | 가좌동 | 112m | 37층 | 2019년    | [ 11 ]                               |
| 12   | 스카이 시티프라디움 102동           |      | 가좌동 | 111m | 37층 | 2019년    | [ 12 ]                               |
| 13   | 포레나 신진주 102동                 |      | 가좌동 | 110m | 42층 | 2019년    | [ 13 ]                               |

## 미완공 마천루

### 공사중인 마천루
이 목록은 현재 경상남도 진주시에서 공사가 진행중인 마천루이다.
| 이름                                 | 상태   | 위치     | 높이 | 층수 | 완공 예정 | 비고 |
| ------------------------------------ | ------ | -------- | ---- | ---- | --------- | ---- |
| 진주혁신도시 푸르지오 퍼스트시티 C동 | 공사중 | 충무공동 | -    | 39층 | -         |      |
| 진주혁신도시 푸르지오 퍼스트시티 B동 | 공사중 | 충무공동 | -    | 38층 | -         |      |
| 진주혁신도시 푸르지오 퍼스트시티 D동 | 공사중 | 충무공동 | -    | 34층 | -         |      |
| 진주혁신도시 푸르지오 퍼스트시티 A동 | 공사중 | 충무공동 | -    | 34층 | -         |      |

### 계획중인 마천루
현재 계획이 진행중인 마천루이다.
| 이름                         | 위치   | 높이 | 층수 | 완공 예정 | 비고 |
| ---------------------------- | ------ | ---- | ---- | --------- | ---- |
| 가좌동 594번지 일원 주상복합 | 가좌동 | -    | 39층 | -         |      |

## 같이 보기
- 진주시
- 마천루 목록
- 아시아의 마천루 목록
- 대한민국의 마천루 목록